# Yeti (groupe)
Pour les articles homonymes, voir Yéti (homonymie).
Yeti est un groupe de rock britannique. Son leader est John Hassall, ancien bassiste des Libertines.
John est le compositeur de la plupart des morceaux. Harmony Williams en a également écrit plusieurs, qu'il chante lui-même. Le groupe joue un rock très harmonique influencé par The La's, Bob Dylan ou les Beatles. Leur premier single Never Lose Your Sense of Wonder est sorti en mars 2005 et a atteint la 36e place des charts britanniques. The Legend Of Yeti Gonzales, le premier album est sorti en juin 2008.

## Career
Yeti a commencé avec Hassall en tant que compositeur principal, mais peu après, Underwood a commencé à écrire et à chanter quelques-unes des siennes (notamment la piste principale de One Eye On The Banquet, The Last Time Go Go et Insect-Eating Man). De plus, Deian a également écrit plusieurs morceaux, y compris leur single « Ne retournez pas à celui que vous aimez » et « Jermyn Girls ». Le NME a comparé le son du groupe aux Beatles « tôt », aux La, aux Kinks, aux Byrds, au Coral, aux Zombies, à l'Amour et aux premiers Libertins « pré-Rough Trade ».
Leur premier single, « Never Lose Your Sense Of Wonder », est sorti en mars 2005 et a été vendu en 3 jours. Il a atteint le top 30 au Royaume-Uni Singles Chart. Il a été nommé « Single Of The Week » par The Guardian et le NME. « Keep Pushin On » a été publié le 29 août 2005 sous le label Moshi Moshi Records et a atteint le numéro 57.
Le groupe a également été présenté dans des magazines tels que Vogue, Arena, GQ, Spin, Dazed & Confused et Clash. En décembre 2005, Yeti a joué « Noise and Confusion 05 » - leur plus grand spectacle à ce jour - au Cardiff Millennium Stadium, en première partie de Oasis et Foo Fighters. Cela a été suivi par une série de spectacles de soutien sur la tournée européenne d'Oasis en février 2006. Yeti a été présenté dans la campagne publicitaire de 2006 pour le label de mode italien « Energie ».
Yeti est revenu à l'action fin octobre 2006 et a sorti un EP en édition limitée, One Eye on the Banquet, qui a donné lieu à une série de petits concerts au Royaume-Uni au cours des derniers mois de 2006. Au début de 2007, Kersey quitta le groupe et rejoignit le groupe londonien The Early Years, où Hassall prenait le relais de sa basse préférée. Le groupe a joué son premier spectacle en tant que pièce à la Proud Gallery de Londres en août 2007. Yeti a sorti un album compilation, Yume !, au Japon le 29 août 2007, et a présenté des spectacles à Tokyo, Fukuoka, Kyoto et Sapporo. Et Yokohama en septembre 2007 pour promouvoir le disque. Yume! a été un succès commercial et a culminé au 3e rang du classement japonais HMV Foreign. Le groupe a terminé une tournée de trente dates au Royaume-Uni, avec le soutien du groupe londonien The Foxes, afin de promouvoir leur album, The Legend of Yeti Gonzales. L'album a été enregistré en direct avec seulement quelques overdubs sur un magnétophone à 16 pistes sans aucun mastering. Il est sorti en juin 2008 et a reçu des critiques favorables de la part de NME, « Clash » et Daily Mirror. Le Yeti s'est scindé vers la fin de 2008/09.

## Membres
- John Hassall, chant/guitare
- Brendan Kersey, basse
- Andy Deian Jung, guitare
- Harmony Williams, guitare
- Graham Blacow, batteur